# Ontsira reticulata
Ontsira reticulata är en stekelart som beskrevs av Cameron 1900. Ontsira reticulata ingår i släktet Ontsira och familjen bracksteklar. Inga underarter finns listade i Catalogue of Life.